# Krimprod
Krimprod är den del av den svenska Kriminalvården som har som uppgift att skapa meningsfull sysselsättning för de intagna under verkställigheten eller under häktestiden. Arbetet sker under överinseende av bransch- och yrkeskunniga arbetsledare och instruktörer.